# Аэренхима

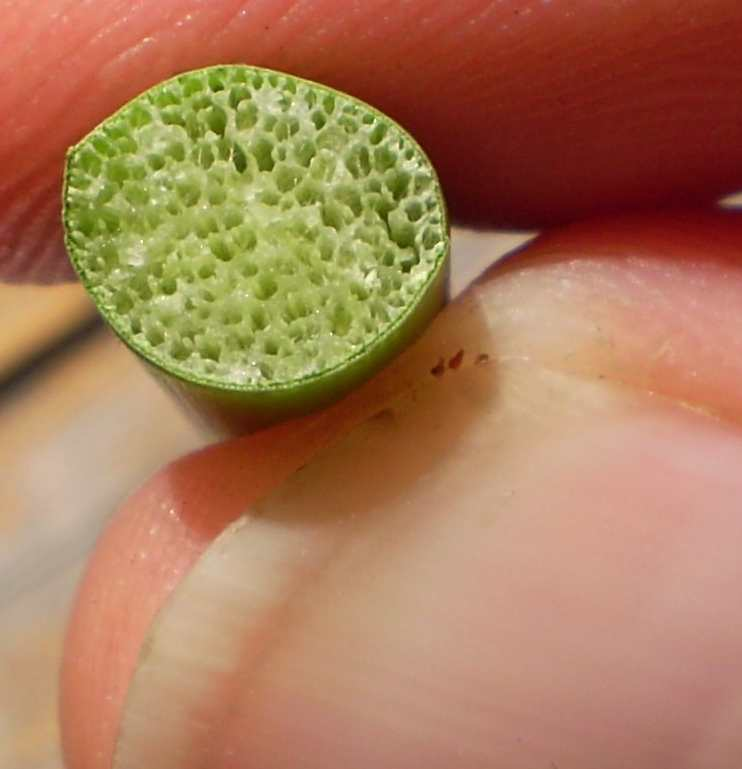
Аэренхима в стебле

Аэренхима (или эренхима) (от др.-греч. ἀήρ - воздух и εύχυμος — сочный) — воздухоносная ткань у растений, построенная из клеток, соединённых между собой так, что между ними остаются крупные заполненные воздухом пустоты (крупные межклетники).
В некоторых руководствах аэренхиму рассматривают как разновидность основной паренхимы.

## Строение
Построена аэренхима бывает либо из обыкновенных паренхимных клеточек, либо из клеток звёздчатой формы, соединённых друг с другом своими отрогами.
Характеризуется наличием межклетников.

## Назначение
Встречается такая воздухоносная ткань у водных и болотных растений, и назначение её двоякое. Прежде всего — это вместилище запасов воздуха для потребностей газового обмена. У растений, целиком погружённых в воду, условия газового обмена гораздо менее удобны, чем у наземных растений. Тогда как последние окружены со всех сторон воздухом, водные растения в лучшем случае находят в окружающей среде очень небольшие его запасы; эти запасы поглощаются уже поверхностными клетками, а в глубину толстых органов уже не доходят. Обеспечить себе нормальный газовый обмен растение может при этих условиях двумя путями: либо увеличивая поверхность своих органов при соответствующем уменьшении их массивности, либо собирая внутри своих тканей запасы воздуха. Оба эти способа и наблюдаются в действительности.

### Газообмен
С одной стороны, у многих растений подводные листья чрезвычайно сильно рассечены, как, например, у водяного лютика, апоногетона мадагаскарского и проч.
С другой стороны, в случае массивности органов, они представляют собой рыхлую, наполненную воздухом губчатую массу. В течение дня, когда, благодаря процессу ассимиляции, растение выделяет кислорода во много раз больше, чем это необходимо для целей дыхания, выделенный кислород и собирается про запас в крупных межклетниках аэренхимы. В солнечную погоду значительные количества выделенного кислорода не помещаются в межклетниках и выходят наружу сквозь различные случайные отверстия в тканях. С наступлением ночи, когда процесс ассимиляции прекращается, запасённый кислород потребляется постепенно на дыхание клеток, а взамен его в воздухоносные полости аэренхимы выделяется клетками углекислота, чтобы в свою очередь днём пойти на нужды ассимиляции. Так днём и ночью продукты жизнедеятельности растения, благодаря присутствию аэренхимы, не растрачиваются понапрасну, а оставляются про запас, чтобы быть использованными в следующий период деятельности.
Что касается растений болотных, то в особо невыгодных условиях в смысле дыхания находятся у них корни. Под слоем воды, в пропитанной водою почве происходят разного рода процессы брожения и гниения; кислород в самых верхних слоях почвы уже нацело поглощён, дальше создаются уже условия анаэробной жизни, протекающей в отсутствие кислорода. Корни болотных растений не могли бы существовать при таких условиях, не будь у них в распоряжении запаса воздуха в аэренхиме.
Отличие болотных растений и не вполне погружённых водных растений от вполне погружённых состоит в том, что обновление газов внутри аэренхимы происходит не только благодаря жизнедеятельности тканей, а и при помощи диффузии (и термодиффузии); в наземных органах система межклетников открывается наружу массой мельчайших отверстий — устьиц, сквозь которые путём диффузии и уравнивается по составу воздух межклетников с окружающим воздухом. Однако при очень крупных размерах растения такой путь обновления воздуха в аэренхиме корней был бы недостаточно быстр. Соответственно этому, например, у мангровых деревьев, растущих по морским берегам с илистым дном, некоторые разветвления корней растут из ила вверх и выносят в воздух, над поверхностью воды, свои верхушки, поверхность которых пронизана многочисленными отверстиями. Такие «дыхательные корни» имеют целью более быстрое обновление воздуха в аэренхиме питающих корней, разветвленных в бескислородном иле морского дна.

### Уменьшение удельного веса
Второй задачей аэренхимы является уменьшение удельного веса растения. Тело растения тяжелее воды; аэренхима играет для растения роль плавательного пузыря; благодаря её присутствию даже тонкие, бедные механическими элементами органы держатся прямо в воде, а не падают в беспорядке на дно. Поддержание органов, главным образом листьев, в положении, благоприятном для жизненных отправлений растения, достигаемое у наземных растений дорогой ценой образования массы механических элементов, достигается здесь у водяных растений просто переполнением аэренхимы воздухом.
Особенно ясно выражена эта вторая задача аэренхимы у плавающих листьев, где запросы дыхания могли бы быть удовлетворены и без помощи аэренхимы. Благодаря обилию межклетных воздухоносных ходов, лист не только плавает на поверхности воды, но и способен выдержать некоторую тяжесть. Особенно славятся этим свойством гигантские листья Victoria regia. Аэренхима, выполняющая роль плавательных пузырей, нередко и образует в самом деле на растении пузыревидные вздутия. Такие пузыри встречаются как у цветковых растений (Eichhornia crassipes, Trianea bogotensis), так и у высших водорослей: Sargassum bacciferum, Fucus vesiculosus и другие виды снабжены прекрасно развитыми плавательными пузырями.